# Thamnophilus sticturus
Thamnophilus sticturus là một loài chim trong họ Thamnophilidae.